# Graham Archell
Graham Leonard Archell (* 8. Februar 1950 in Islington) ist ein ehemaliger englischer Fußballspieler.

## Karriere
Archell kam Mitte der 1960er zum Ostlondoner Klub FC Orient und erhielt 1967 einen Vertrag als apprentice (dt. Auszubildender). Er debütierte unter Trainer Dick Graham am 11. November 1967 in der Third Division bei einem 4:2-Erfolg gegen den AFC Barrow auf dem linken Flügel und stand auch zwei Tage später bei einem 1:0-Sieg gegen den FC Reading in der Startelf. In der Folge wurde er aber nur noch sporadisch in der ersten Mannschaft eingesetzt (insgesamt sieben Liga- und zwei Pokaleinsätze). Nachdem er in der Aufstiegssaison 1969/70 ohne Pflichtspieleinsatz geblieben war, verließ er den Klub am Saisonende in Richtung FC Folkestone in die Southern League.